# Aspila conifera
Heliothis conifera là một loài bướm đêm trong họ Noctuidae.